# 39 Laetitia

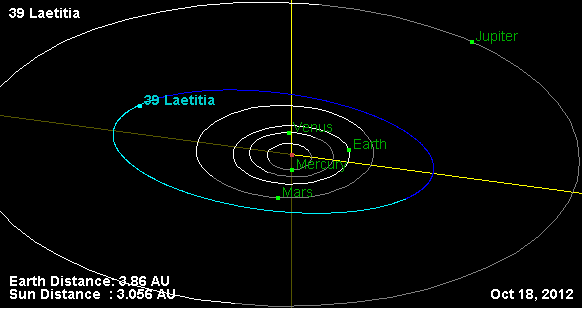
Orbita di 39 Laetitia (in verde-azzurro)

39 Laetitia (in italiano 39 Letizia) è un grande e brillante asteroide della fascia principale.
Fu scoperto da Jean Chacornac l'8 febbraio 1856 all'Osservatorio di Parigi (Francia) e battezzato così in onore di Letizia, una dea romana minore della felicità.
Nel 1993, un team di astronomi russi e ucraini (Batrakov, Mikhailovskaja, Karachkina...), basandosi sui dati ricavati dalla curva di luce nel 1985 da un team di astronomi italiani, ha ipotizzato la presenza (non ancora confermata) di un satellite di Laetitia, di dimensioni pari a 120 x 70 x 70 km e orbitante a 168 km di distanza.